# Inštitut za proizvodno strojništvo
Inštitut za proizvodno strojništvo (kratica IPS) je organizacijska enota Fakultete za strojništvo (FS) na Univerzi v Mariboru. V okviru inštituta delujejo raziskovalci, ki so v okviru pedagoškega dela vključeni v Katedro za proizvodno strojništvo. Inštitut sestavljajo naslednji laboratoriji:
```
Laboratorij za inteligentne obdelovalne sisteme  
Laboratorij za mehatroniko  
Laboratorij za načrtovanje proizvodnih sistemov  
Laboratorij za odrezavanje  
Laboratorij za prilagodljive obdelovalne sisteme
Laboratorij za tehnološke meritve  
Laboratorij za oljno hidravliko  
Laboratorij za robotizacijo  
Laboratorij za simulacije diskretnih sistemov  
Tehnološki center za varnostne tehnologije 
```

## Področje delovanja
Inštitut in Katedra za proizvodno strojništvo sta se oblikovala na področju proizvodnih tehnologij z namenom izvajanja izobraževalne dejavnosti, temeljnih, aplikativnih, razvojnih in drugih projektov ter za opravljanje strokovnih, svetovalnih in drugih storitev, ki se financirajo iz javnih sredstev ali pa iz sredstev naročnikov raziskovalnih del. Poslanstvo zajema tako akumulacijo kot razširjanje sodobnih znanj o proizvodnih tehnologijah in njihovem upravljanju na visokem mednarodnem nivoju odličnosti.
Inštitut in Katedra za proizvodno strojništvo združujeta raziskovalce, študente in druge strokovnjake ter spodbuja izobraževalno in znanstveno raziskovalno dejavnost katedre v povezavi z gospodarstvom, tujimi strokovnjaki in ustanovami. 
Osnovne dejavnosti izvirajo iz Statuta Univerze v Mariboru, ki opredeljuje naslednje naloge: 
- organizacija in izvajanje izobraževalne in znanstvenoraziskovalne dejavnosti,
- sodelovanje pri pripravi programov izobraževalnega in znanstvenoraziskovalnega dela na FS,
- opravljanje strokovnih, svetovalnih in drugih storitev,
- sodelovanje pri vzgoji raziskovalnih kadrov,
- posredovanje novih spoznanj in znanstvenih izsledkov v razvoj znanstvenih disciplin in strok,
- pospeševanje vključevanja študentov v raziskovalno delo in sodelovanje pri podiplomskem študiju študentov,
- sodelovanje z raziskovalnimi in drugimi organizacijami na raziskovalnem področju,
- izvedba vseh možnosti in oblik prenašanja znanstvenoraziskovalnih izsledkov v prakso,
- organiziranje znanstvenih in strokovnih posvetovanj s področja svoje dejavnosti,
- vzpodbujanje prenosa lastnih raziskovalnih izsledkov kot tudi svetovnih tehnoloških novosti v industrijsko okolje,
- preddejavno sodelovanje pri aplikativnih industrijskih projektih,
- posodobitev opreme laboratorijev, za potrebe pedagoškega in razvojno raziskovalnega dela,
- organiziranje strokovnih tematskih delavnic za namene izobraževanja udeležencev iz industrije,
- izdajateljstvo znanstveno strokovnih publikacij,
- sodelovanje s katedrami z istega področja.